# 13599 Lisbon
För andra betydelser, se Lissabon (olika betydelser).
13599 Lisbon eller 1994 PM21 är en asteroid i huvudbältet som upptäcktes den 12 augusti 1994 av den belgiske astronomen Eric W. Elst vid La Silla-observatoriet. Den är uppkallad efter den portugisiska huvudstaden Lissabon.
Asteroiden har en diameter på ungefär 3 kilometer.